# Lee Acres
Lee Acres es un lugar designado por el censo ubicado en el condado de San Juan en el estado estadounidense de Nuevo México. En el Censo de 2010 tenía una población de 5858 habitantes y una densidad poblacional de 173,41 personas por km².

## Geografía
Lee Acres se encuentra ubicado en las coordenadas 36°42′59″N 108°4′3″O / 36.71639, -108.06750. Según la Oficina del Censo de los Estados Unidos, Lee Acres tiene una superficie total de 33.78 km², de la cual 33.31 km² corresponden a tierra firme y (1.39%) 0.47 km² es agua.

## Demografía
Según el censo de 2010, había 5858 personas residiendo en Lee Acres. La densidad de población era de 173,41 hab./km². De los 5858 habitantes, Lee Acres estaba compuesto por el 61.68% blancos, el 0.68% eran afroamericanos, el 17.17% eran amerindios, el 0.32% eran asiáticos, el 0.09% eran isleños del Pacífico, el 16.34% eran de otras razas y el 3.72% pertenecían a dos o más razas. Del total de la población el 37.01% eran hispanos o latinos de cualquier raza.